# Caenolyda
Caenolyda är ett släkte av steklar som beskrevs av Friedrich Wilhelm Konow 1897. Caenolyda ingår i familjen spinnarsteklar.
Släktet innehåller bara arten Caenolyda reticulata.

## Bildgalleri

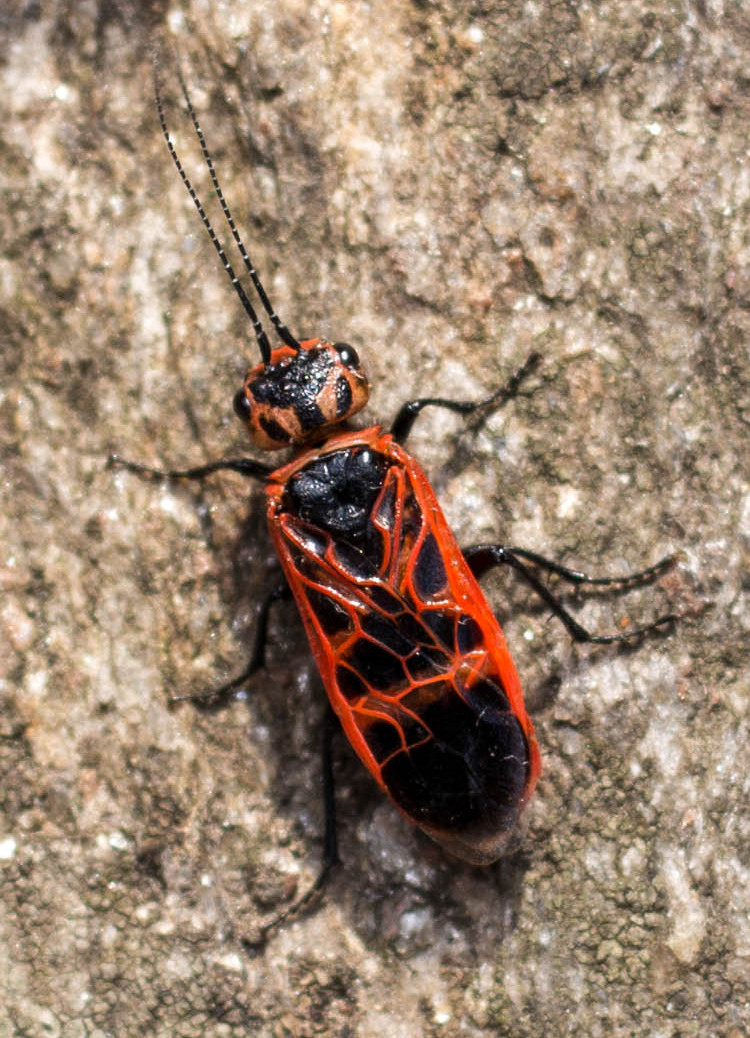
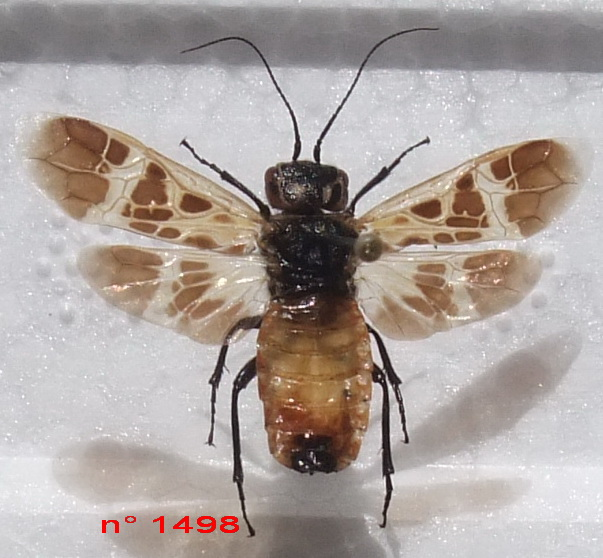